# モーガン・デイヴィス
モーガン・デイヴィス (Morgan Davies、出生名： Morgana Linda Davies, 2001年11月27日 - ) は、オーストラリアの俳優。
Netflix配信の実写ドラマ『ONE PIECE』コビー役を演じた。
2020年にトランスジェンダーであることを公表した。

## 経歴
出生名は、モーガナ・デイヴィス(Morgana Davies)。
子役俳優としてキャリアを重ね、『パパの木』などに出演した。
Storm Boy では、ジェフリー・ラッシュとジェイ・コートニーと共演した。
2020年のテレビドラマThe End では、性転換の施術を受けている若者の役を演じた。

## セクシュアリティー
13歳のとき、トランスジェンダーであることを母親とエージェントに告白。
しばらくは短編作品などに出演し、女性名のモーガナ・デイヴィスとして活動を継続。

## フィルモグラフィ

### 映画
| 年   | 題名                                     | 役名             | 備考     |
| ---- | ---------------------------------------- | ---------------- | -------- |
| 2008 | Green Fire Envy                          | Brittany         |          |
| 2010 | パパの木 The Tree                        | シモーン         |          |
| 2011 | ハンター The Hunter                      | サス（ケイティ） |          |
| 2011 | Julian                                   | Cassandra        | 短編映画 |
| 2013 | Growing Up                               | Carey            | 短編映画 |
| 2014 | Kharisma                                 | Kharisma         | 短編映画 |
| 2014 | Breath                                   | Samantha         | 短編映画 |
| 2015 | The Boyfriend Game                       | Tomika           | 短編映画 |
| 2015 | Hench                                    | Scatter Shot     | 短編映画 |
| 2019 | Calliope's Prelude                       |                  | 短編映画 |
| 2019 | Storm Boy                                | Madeline         |          |
| 2021 | Beautiful They                           | ブルー           | 短編映画 |
| 2023 | 死霊のはらわた ライジング Evil Dead Rise | ダニー           |          |

### テレビシリーズ
| 年   | 題名                                                       | 役名           | 備考    |
| ---- | ---------------------------------------------------------- | -------------- | ------- |
| 2011 | Terra Nova 〜未来創世記 Terra Nova                         | Leah Marcos    | 計2話   |
| 2014 | Devil's Playground                                         | Bridie Allen   | 計6話   |
| 2017 | ガールフレンド・エクスペリエンス The Girlfriend Experience | ケイラ         | 計7話   |
| 2020 | The End                                                    | Oberon Brennan | 計10話  |
| 2023 | ONE PIECE                                                  | コビー         | 計8話分 |

## 受賞・ノミネート
- 2010 オーストラリア映画協会賞 最優秀女優賞 (パパの木) –ノミネート
- 2010　オーストラリア映画協会賞 若手俳優賞 (パパの木) –ノミネート
- オーストラリア映画批評家協会賞 助演女優賞（英語版）(パパの木) - ノミネート[6]
- 2012 オーストラリア映画批評家協会賞 若手俳優賞 (ハンター) –ノミネート
- 2012 オーストラリア映画テレビ芸術アカデミー賞 助演女優賞 (ハンター) –ノミネート

## 評価
Calgary Heraldは、『パパの木』におけるデイヴィスの演技を評価している。また、同作の監督を務めたジュリー・ベルトゥチェリも恐ろしいまでに見事だとデイヴィスの演技を評価した。